# Зулкифли Дахлан
Зулкифли Дахлан (малайск. Zulkifli Dahlan; 1952, Куала-Лумпур — август 1977, Куала-Лумпур) — малайзийский художник, участник движения «Дети природы (Малайзия)».

## Творчество
Самоучка. Среди известных картин «Торговые лавки» (1973), «Один день на запретной земле» (1975). На них карикатурные фигуры людей, смешение флоры, фауны и машин, заполняющих сюрреалистические пейзажи. Они отражают образное, но созерцательное мышление художника. Умер в возрасте 25 лет от рака лимфомы.

## Награды
- Специальный приз на конкурсе «Человек и его мир» Национальной галереи изобразительных искусств (1973)
- Приз «Лучший художник» на конкурсе молодых талантов Национальной галереи изобразительных искусств (1974)

## Выставки
- «Запретная земля» — Национальная галерея визуального искусства (9 мая — 2 июля 2017 г.) Представлено около 1000 картин и эскизов художника[4].

## Публикации
- Zulkifli Dahlan. Bumi Larangan. Kuala Lumpur: Zulkifli Dahlan Gallery & Teratak Nuromar, 2017 ISBN 9789834388751